# Космос-2195
Космос-2195 је један од преко 2400 совјетских вјештачких сателита лансираних у оквиру програма Космос.
Космос-2195 је лансиран са космодрома Плесецк, Русија, 1. јула 1992. Ракета-носач Космос је поставила сателит у орбиту око планете Земље. Маса сателита при лансирању је износила 825 килограма. Космос-2195 је био војни навигациони сателит.